# János-templom (Tailfingen)
A János-temploma (Johanneskirche) a baden-württembergi Albstadt város Tailfingen városrészében található. A Németországi Metodista Egyház tulajdona.

## Története
A templomot 1964. október 25-én szentelte fel dr. Friedrich Wunderlich metodista püspök. A templom a 40 évvel korábbi, azonos nevű metodista templom helyére épült. A bontási munkálatokat 1963 májusában kezdték el. A modern, betonszerkezetű templom tornya 24 méter magas, az épület előtti utca nevét a metodista mozgalom alapítójáról, John Wesley-ről kapta.